# Phoberia
Phoberia là một chi bướm đêm thuộc họ Erebidae.

## Loài
- Phoberia atomaris – Common Oak Moth Hübner, 1818
- Phoberia ingenua (Walker, 1858)